# つつじが岡公園
つつじが岡公園（つつじがおかこうえん）は、群馬県館林市にある総合公園（都市公園）である。日本の歴史公園100選に選ばれている。
49,890m2の園内に50余種約1万株のつつじが植えられている。

## 概要
- 所在地 群馬県館林市花山町
- 総面積 49,890m2
  - 内訳　
    - 旧公園 17,414m2
    - 新公園 5,461m2

当公園内のツツジは、館林城の歴代城主から現在まで手厚い保護・育成が図られており、樹齢800年を超えるヤマツツジの巨樹群が自然形のままで保存され、歴史的価値は高い。また、日本における園芸つつじ栽培史上、特記すべき江戸キリシマ古木群も多数保存されている。
また、1994年（平成6年）に打ち上げられたアメリカのスペースシャトル「コロンビア」の宇宙飛行士向井千秋が館林市出身という縁で、シャトルに搭載されたヤマツツジなどが「宇宙ツツジ」として当公園で生育している。
花は4月下旬から5月が見ごろで、毎年「館林つつじまつり」が行われている。「躑躅ヶ岡」の名称で国の名勝に指定されている。地元では「花山」の名前でも親しまれており、上毛かるたでも「花山公園　つつじの名所」と詠われている。小学生やボランティアが毎年5月下旬に、翌年美しい花を咲かせるために「子房摘み」という作業が行っている。つつじまつりが4月-5月の連休（ゴールデンウィーク）と重なるため、期間中は公園周辺はもとより館林市内、館林IC周辺の道路は混雑するため、俗に「つつじ渋滞」と呼ばれている。
かつては園内に「つつじが岡公園温室」と称された温室（2010年6月末閉館）や「水産学習館」と呼ばれる水族館があった（日本の水族館#閉鎖された水族館を参照）。なお、温室だった場所には4Dシアターを中心とした「つつじ映像学習館」が2015年に開館した。
2013年（平成25年）は昨年夏につつじが様々な悪条件により花芽分化がうまくいかなかったため、花が殆ど咲かないという異例の年となった。

## 交通アクセス
- 東武伊勢崎線館林駅よりバス・タクシーで10分、徒歩40分。
- 東北自動車道館林インターチェンジより国道354号経由で約10分[6]。

## 周辺情報
- 城沼
- 館林城本丸跡
- 田山花袋記念文学館
- 向井千秋記念子ども科学館